# Focillidia grenadensis
Focillidia grenadensis är en fjärilsart som beskrevs av George Francis Hampson 1913. Focillidia grenadensis ingår i släktet Focillidia och familjen nattflyn. Inga underarter finns listade i Catalogue of Life.